# Пезак (Ардеш)
Пеза́к (фр. Payzac, окс. Paisac) — коммуна во Франции, находится в регионе Рона — Альпы. Департамент коммуны — Ардеш. Входит в состав кантона Жуайёз. Округ коммуны — Ларжантьер.
Код INSEE коммуны — 07171.

## Население
Население коммуны на 2008 год составляло 489 человек.
| 1962 | 1968 | 1975 | 1982 | 1990 | 1999 | 2008 |
| ---- | ---- | ---- | ---- | ---- | ---- | ---- |
| 471  | 413  | 363  | 424  | 436  | 389  | 489  |

## Экономика
В 2007 году среди 266 человек в трудоспособном возрасте (15—64 лет) 167 были экономически активными, 99 — неактивными (показатель активности — 62,8 %, в 1999 году было 62,2 %). Из 167 активных работали 143 человека (69 мужчин и 74 женщины), безработных было 24 (11 мужчин и 13 женщин). Среди 99 неактивных 15 человек были учениками или студентами, 53 — пенсионерами, 31 были неактивными по другим причинам.

## Достопримечательности
- Церковь Сен-Пьер-о-Льен (XII век)
- Часовня Нотр-Дам

## Фотогалерея
- Памятник погибшим в Первой мировой войне
- Карта коммуны